# That Darn Cat!
That Darn Cat! és una pel·lícula de comèdia d'intriga estatunidenca dirigida el 1965 per Robert Stevenson i protagonitzada per Hayley Mills i Dean Jones en una història sobre atracadors de bancs, un segrest i un gat entremaliat produït per Walt Disney Productions. La pel·lícula es va basar en la novel·la de 1963 Undercover Cat de Gordon i Mildred Gordon. La cançó titular va ser escrita per Sherman Brothers i cantada per Bobby Darin. El remake de 1997 inclou un cameo de Dean Jones.
That Darn Cat! va ser, per una, la darrera pel·lícula de les sis que va fer Hayley Mills per Walt Disney Studios, i la primera de Dean Jones per Disney.

## Argument
A Califòrnia, als anys seixanta, Patti i Ingrid Randall curen de la casa en absència dels seus pares, que han anat de viatge a Europa. Les dues germanes acullen un gat siamès anomenat "DC" o "Darn Cat". Mentre aquest últim segueix un individu en un carreró, es troba com a testimoni d'un cas de segrest. La víctima, Margaret Miller, posa el seu propi rellotge al coll del gat, esperant que el propietari pugui desxifrar un missatge de rescat. Patti, la més jove de les germanes Randall, descobreix el missatge, després convenç a un jove inspector de l'FBI, Zeke Kelso, que segueixi DC per trobar la direcció dels segrestadors ...

## Repartiment
- Hayley Mills - Patricia "Patti" Randall
- Dean Jones - FBI Agent Zeke Kelso
- Dorothy Provine - Ingrid Randall
- Roddy McDowall - Gregory Benson
- Neville Brand - Dan
- Frank Gorshin - Iggy
- Elsa Lanchester - Mrs. MacDougall
- William Demarest - Mr. Wilmer MacDougall
- Tom Lowell - Canoe Henderson
- Ed Wynn - Mr. Hofstedder el joier
- Richard Eastham - FBI Supervisor Mr. Newton
- Liam Sullivan - Agent Graham
- Grayson Hall - Ms. Margaret Miller
- Iris Adrian - Mrs. Tabin la propietària
- Richard Deacon - l'acomodador del teatre
- Ben Lessy - Burton el concessionari
- Don Dorrell - Spires
- Gene Blakely - Cahill
- Karl Held - Kelly

## Producció
Les escenes exteriors del barri es van rodar al backlot dels The Walt Disney Studios a Burbank, California.
Cadascun dels gats siamesos que fan col·lectivament el paper de DC són els anomenats siamesos "tradicionals" o "d'estil vell", en contraposició als gats siamesos més llargs i en forma de tub. Un dels gats utilitzats per a la pel·lícula pertanyia a la criadora de gats Edith Williams, membre de la Stud Book Fanciers Association. Un dels actors felins també va protagonitzar, juntament amb dos gossos, la pel·lícula de Disney del 1963 The Incredible Journey.

## Premis i nominacions
Els guionistes de la pel·lícula, Mildred Gordon, Gordon Gordon, i Bill Walsh, foren nominats pel Writers Guild of America a la millor comèdia escrita nord-americana. La pel·lícula també va ser nominada a un Premi Edgar Allan Poe a la millor pel·lícula cinematogràfica, i una nominació a la Fulla d'Or a la millor actriu secundària (Elsa Lanchester). Mills va guanyar el 1966 el segon lloc de la Golden Leaf per la comèdia Performance, actriu. Els Sherman Brothers van guanyar el tercer lloc del premi Golden Leaf a la millor cançó.
A Catalunya la pel·lícula fou guardonada amb el premi a la millor pel·lícula infantil en la 12a edició dels Premis Sant Jordi de Cinematografia.